# Abbaye de Mönchsdeggingen
L'abbaye de Mönchsdeggingen est une abbaye des missionnaires de Mariannhill à Mönchsdeggingen, dans le Land de Bavière et le diocèse d'Augsbourg.

## Histoire
L'abbaye est fondée au XIe siècle par les Ottoniens. Elle est un couvent bénédictin jusqu'en 1138 puis devient un monastère bénédictin en 1142. Le monastère, incendié en 1512, est reconstruit par l'abbé Alexander Hummel, et l'église lieu de pèlerinage est reconstruite plus tard dans un style baroque.
L'abbaye connaît la sécularisation en 1802. Elle devient une propriété de la maison d'Oettingen. Les moines ont le droit de rester jusqu'en 1807.
En 1950, la congrégation des missionnaires de Mariannhill reprend le monastère comme noviciat pour les prêtres. Il fut aussi le lieu d'accueil du conseil de la congrégation jusqu'à son départ à Rome en 1970.

## Source de la traduction
- (de) Cet article est partiellement ou en totalité issu de l’article de Wikipédia en allemand intitulé « Kloster Mönchsdeggingen » (voir la liste des auteurs).